# Halberstädter Flugzeugwerke
Halberstädter Flugzeugwerke o Halberstadt era un fabricant d'aeronaus alemany que va ser format el 9 d'abril de 1912 sota el nom de Deutsche Bristol Werke Flugzeug-Gesellschaft mbH a Halberstadt, Província de Saxònia.

## Història

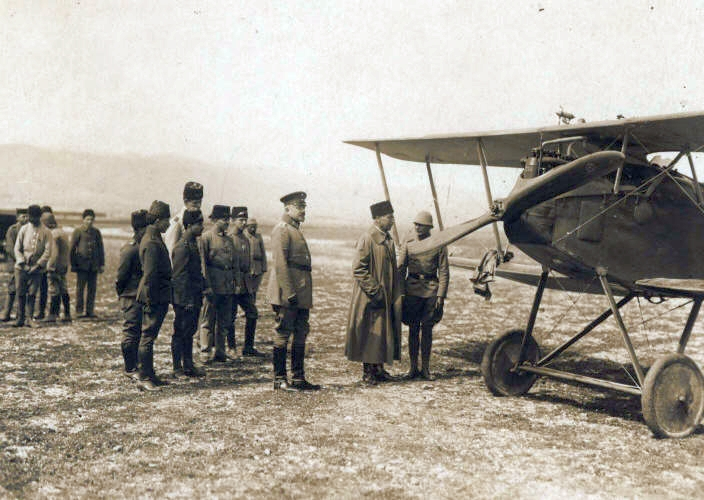
L'As de vol Hans-Joachim Buddecke amb al seu Halberstadt CL.IV, amb el general Otto Liman von Sanders, Turquia, 1917

L'aliança d'empreses britànico-alemanya inicialment produïa avions segons el sistema de Bristol Aeroplane Company com el Bristol Boxkite i el Bristol Prier, però aviat va començar els seus dissenys propis. El setembre de 1913 l'empresa va ser rebatejada com a Halberstädter Flugzeugwerke GmbH. Els dissenyadors en cap eren Hans Burkhardt, qui més tard marxaria a Gothaer Waggonfabrik, i el director tècnic i enginyer en cap era Karl Theiss.
L'empresa va construir més de 1.700 avions de reconeixement (tipus C) i 85 avions de caça (tipus D), que van servir a la Luftstreitkräfte (Força de l'aire alemanya) durant Primera Guerra Mundial. Quan la producció d'aeronaus alemanyes va ser prohibida segons el Tractat de Versailles de 191, l'empresa va canviar el nom a Berlín-Halberstädter Industriewerke AG dedicant-se a la producció de màquines agrícoles i a la reparació de cotxes de ferrocarril. El 1926 es va iniciar el procediment de suspensió de pagaments i les instal·lacions de Halberstadt van ser utilitzades per Junkers a partir de 1935.

## Aeronaus
Va construir sota llicència un avió d'observació biplaça, el Halberstadt A.II, i també avions escorta, d'atac a terra i caces:

### Halberstadt tipus B
Els avions de tipus B eren biplaces de reconeixement sense armes construïts en 1914/15. El biplanes estaven equipats inicialment amb motors rotatius Oberursel-Gnome i més tard (amb els models B.II i B.III) amb el motor Mercedes de sis-cilindres.
- Halberstadt B.I
- Halberstadt B.II
- Halberstadt B.III

### Halberstadt tipus C

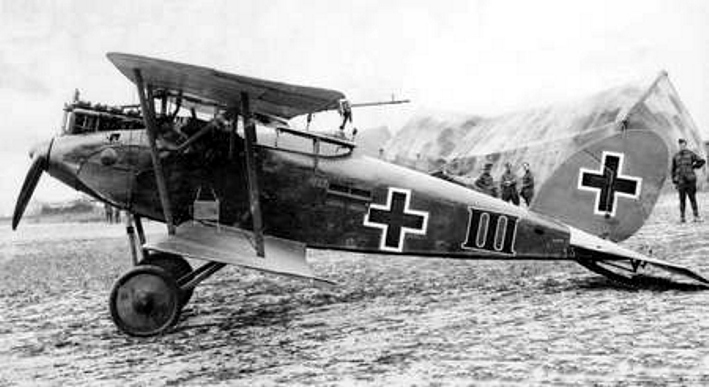
Halberstadt CL.II capturat a Flesselles, França, el juny de 1918

- Halberstadt C.I
- Halberstadt C.III
- Halberstadt C.V
- Halberstadt C.VII
- Halberstadt C.VIII
- Halberstadt C.IX
- Halberstadt CL.II
- Halberstadt CL.IV
- Halberstadt CLS

### Halberstadt tipus D
- Halberstadt D.I
- Halberstadt D.II
- Halberstadt D.III
- Halberstadt D.IV
- Halberstadt D.V
- Halberstadt G.I